# Watsonia humilis
Watsonia humilis är en irisväxtart som beskrevs av Philip Miller. Watsonia humilis ingår i släktet Watsonia och familjen irisväxter. Inga underarter finns listade i Catalogue of Life.